# Andrena toelgiana
Andrena toelgiana är en biart som beskrevs av Heinrich Friese 1921. Andrena toelgiana ingår i släktet sandbin, och familjen grävbin. Inga underarter finns listade i Catalogue of Life.